# Borkowice (województwo zachodniopomorskie)
Borkowice (niem. Borkenhagen) – wieś w Polsce, położona w województwie zachodniopomorskim, w powiecie koszalińskim, w gminie Będzino, w obszarze chronionego krajobrazu Koszalińskiego Pasa Nadmorskiego, nad rzeką Czerwoną.
W latach 1975–1998 wieś położona była w województwie koszalińskim.
W latach 1946–54  siedziba gminy Śmiechów.